# Tridacna rosewateri
Tridacna rosewateri é uma espécie de bivalve da família Tridacnidae
É endémica de Maurícia.